# The Roundel

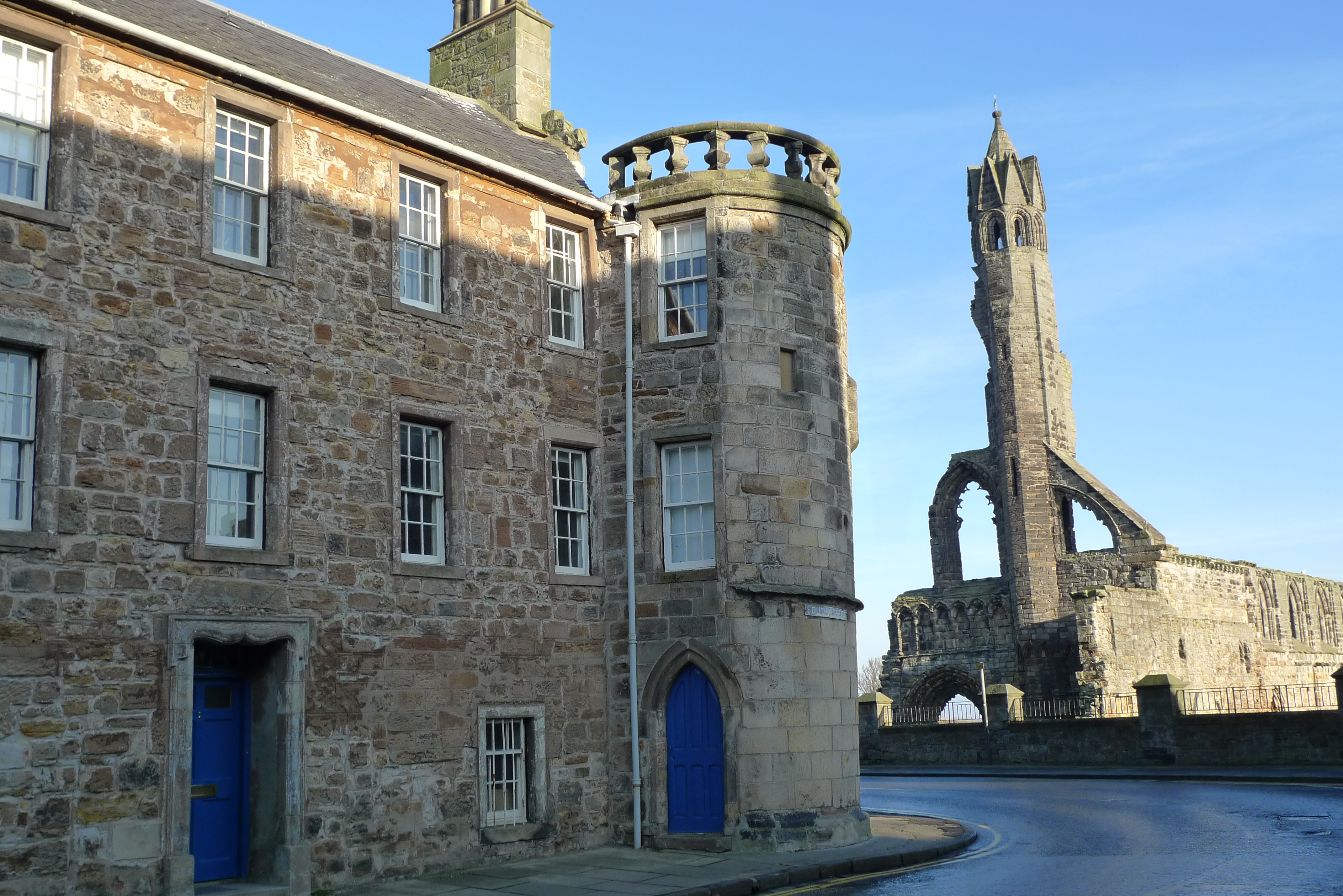
The Roundel

The Roundel ist ein Wohngebäude in der schottischen Stadt St Andrews in der Council Area Fife. 1959 wurde das Bauwerk als Einzeldenkmal in die schottischen Denkmallisten in der höchsten Denkmalkategorie A aufgenommen.

## Beschreibung
The Roundel stammt aus dem 16. Jahrhundert. Im Laufe des folgenden Jahrhunderts wurde das Gebäude erweitert und 1975 stabilisiert. Eine kurze archäologische Betrachtung im Zuge der Restaurierung im Jahre 2014 ergab, dass am Standort möglicherweise ein Vorgängerbauwerk existierte.
Das dreistöckige Gebäude steht am Kopf der South Street (A918) im historischen Zentrum St Andrews’. Seine südexponierte Bruchsteinfassade ist fünf Achsen weit. Mittig befindet sich die ornamentiert gefasste Eingangstüre, die um 1680 gestaltet wurde. Rechts tritt ein gerundeter Treppenturm mit abschließender Steinbalustrade heraus. An seinem Fuß befindet sich ein Spitzbogenportal. Im Innenraum sind ebenerdig Gewölbedecken zu finden.